# Dialectica praegemina
Dialectica praegemina là một loài bướm đêm thuộc họ Gracillariidae. Loài này có ở Nam Phi.
Ấu trùng ăn Lobostemon glaucophyllus. Chúng có thể ăn lá nơi chúng làm tổ.